# Pseudosphenoptera nephelophora
Pseudosphenoptera nephelophora är en fjärilsart som beskrevs av George Francis Hampson 1914. Pseudosphenoptera nephelophora ingår i släktet Pseudosphenoptera och familjen björnspinnare. Inga underarter finns listade.